# Труба Роман Михайлович
Роман Михайлович Труба (нар. 6 листопада 1974, Львів) — український прокурор. Перший директор Державного бюро розслідувань.

## Життєпис
Народився 6 листопада 1974 року у Львові.
Протягом 18 років працював в органах прокуратури — від помічника прокурора до начальника управління з розслідування особливо важливих справ Генеральної прокуратури України:
- Квітень 1997 — грудень 2002 — прокуратура Франківського району міста Львова: стажист, помічник прокурора  (1997—1998), слідчий прокуратури (1998—1999), старший слідчий прокуратури району (1999—2002);
- Грудень 2002 — травень 2005 — прокуратура міста Львова: старший слідчий;
- Травень 2005 — травень 2011 — прокуратура Львівської області: старший слідчий слідчого відділу слідчого управління (2005—2007), слідчий з особливо важливих справ слідчого відділу слідчого управління (2007—2008), заступник начальника слідчого відділу слідчого управління;
- Травень 2011 — лютий 2014 — прокурор Пустомитівського району Львівської області (2011—2014);
- Лютий 2014 — квітень 2015 року — Генеральна прокуратура України: перший заступник начальника Головного слідчого управління — начальник слідчого управління, начальник управління з розслідування особливо важливих справ, начальник Головного слідчого управління — начальник управління з розслідування особливо важливих справ, заступник начальника першого слідчого відділу управління з розслідування особливо важливих справ.[4][5].

У листопаді 2019 року журналістка Ольга Худецька звернула увагу на те, що Роман Труба брав участь у незаконних переслідуваннях активістів «Євромайдану». Так, наприклад, «коли міліція заблокувала виїзд зі Львова автобусів із протестувальниками у лютому 2014 року, на місце з'їхалось багато місцевих майданівців. Серед них був Андрій Шевців, він вів перемовини з міліціонерами, аби ті відпустили автобуси і припинили незаконні дії. Невдовзі Шевців отримав підозру від Романа Труби — за нібито блокування дороги. Труба також підтримував цю підозру в суді під час розгляду запобіжного заходу».
Роман Труба заявив, що як прокурор Пустомитівського району вніс відомості до Єдиного реєстру досудових розслідувань за фактом перекриття міжнародної траси Київ-Чоп. Ті, хто перекривав дорогу, за декілька годин поїхали до Києва. Підозра була оголошена одній людині — організатору перекриття дороги, обрано найм'якіший запобіжний захід — особисте зобов'язання. «Надалі було проведено слідство, воно дійшло висновку, що в діях цієї особи склад злочину відсутній. Кримінальне впровадження було закрито». 
З травня 2015 року по листопад 2017 року працював керівником департаменту юридичної компанії «Сектор права».

## Державне бюро розслідувань
16 листопада 2017 року — обраний конкурсною комісією директором Державного бюро розслідувань, 22 листопада призначений директором ДБР Указом Президента.
Очолював ДБР з 2017 по 2019 рік. На початок призначення та протягом першого року ДБР над створенням органу працювало 11 людей, територіально знаходилися в приміщеннях Кабінету Міністрів України та Генеральної прокуратури України. Під керівництвом Труби за рік було розбудовано та розпочало роботу Державне бюро розслідувань:
- ДБР отримало приміщення та матеріально-технічне оснащення;[10]
- проведено найбільший в історії України конкурс одночасно на 674 посади;[11]
- створено центральний апарат та сім територіальних управлінь;
- 27 листопада 2018 року ДБР оголосило про початок роботи та відкрило перші кримінальні провадження.

Влітку 2018 року Роман Труба відмовив зовнішній конкурсній комісії у призначенні 27 переможців конкурсу на керівні посади в Бюро, через те, що комісія знищила результати поліграфу, які мала передати ДБР. Після проведення повторного поліграфа призначив 23 з 27 переможців. Системно виступав проти того, що керівників усіх підрозділів ДБР, а також усіх оперативних працівників обирає зовнішня комісія, створена з представників Президента України, Верховної Ради України та Кабінету Міністрів України. Вимагав суттєво змінити Закон України «Про Державне бюро розслідувань».
За рік роботи ДБР відкрило більше 30 тисяч кримінальних проваджень, (зокрема щодо «Справи бронежилетів»). Половина з них — по правоохоронцям. 150 — по високопосадовцям, включно з п'ятим Президентом України Петром Порошенком.

### Звільнення з посади директора ДБР
3 грудня 2019 Верховна рада ухвалила Закон України щодо перезавантаження ДБР, який суттєво змінив повноваження керівництва ДБР, статус органу, у зв'язку з чим достроково припинив повноваження Директора ДБР та його заступників.
Указом Президента України 27 грудня 2019 року звільнений з посади директора Державного бюро розслідувань.
27 січня 2020 Труба подав позов до Верховного Суду про визнання незаконним Указу Президента України про дострокове припинення повноважень директора Державного бюро розслідувань. Він назвав звільнення політичним рішенням.

12 червня суд відмовив Трубі визнати указ Зеленського про його звільнення незаконним, протиправним та нечинним.

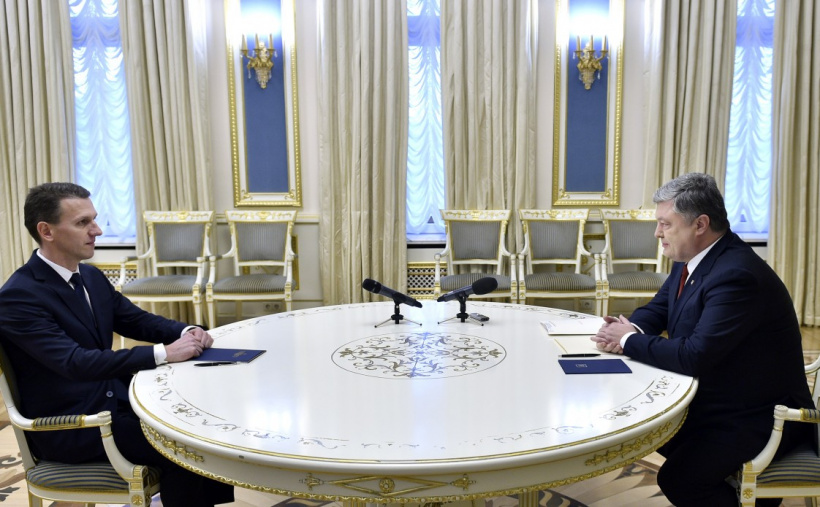
Президент України Петро Порошенко призначив Романа Трубу на Директором Державного бюро розслідувань, 22 листопада 2017

## Телеграм-канал та кримінальні провадження
21 вересня 2019 року Роман Труба заявив, що в його кабінеті виявлено апаратуру для прослуховування, а також, що могли прослуховувати обговорення кримінальних проваджень. Раніше він казав, що не виключає, що його прослуховують.
19 — 20 листопада 2019 року анонімний Телеграм-канал «Трубу прорвало» почав оприлюднювати записи начебто з кабінету директора Держбюро розслідувань зі змісту яких випливало, що ДБР виконує політичні замовлення у тому числі керівника Офісу президента України Андрія Богдана з незаконного переслідування як п'ятого Президента України, так і членів його команди. Генеральний прокурор Руслан Рябошапка сказав, що потрібно зрозуміти, чи ці записи є автентичними, Роман Труба назвав їх фейковими.
Адвокати п'ятого Президента Порошенка подали до НАБУ і Генеральної прокуратури заяви стосовно фігурантів опублікованих записів розмов начебто у кабінеті Романа Труби, які свідчать про незаконне втручання в роботу правоохоронних органів з боку Офісу президента України.
Роман Труба заявив, що це помста Петра Порошенка за відкриття ДБР 13 кримінальних проваджень, учасником яких він є.
13 грудня 2019 року за зверненням народного депутата України, члена фракції Європейська Солідарність Олексія Гончаренко ГПУ почала досудове розслідування за статтею 343 КК (втручання в діяльність працівників правоохоронних органів) і статті 387 КК (розголошення даних досудового слідства) щодо записів з телеграм-каналу. Вести справу доручили Головному слідчому управлінню Національної поліції України.
На початку лютого 2020 року детективи НАБУ на виконання ухвали Вищого антикорупційного суду від 13 грудня 2019 року почали досудове розслідування у кримінальному провадженні щодо незаконного втручання в роботу правоохоронних органів з боку Офісу президента України з попередньою правовою кваліфікацією за статтею 369-2 частина 2 ККУ (зловживання впливом). Звернення щодо відкриття провадження подавали адвокати Петра Порошенка.
12 лютого 2021 року НАБУ закрило кримінальне провадження через відсутність кримінального правопорушення. Детективи НАБУ встановили, що колишній керівник Офісу президента Андрій Богдан і чинний заступник керівника ОП Андрій Смирнов не контактували з Трубою телефоном.
Адвокат Порошенка Ігор Головань намагався у Вищому антикорупційному суді поновити справу. 25 березня слідчий суддя ВАКС йому відмовив, а 16 квітня — й апеляційна палата антикорупційного суду.